# Сіксікава
Сіксікава — корінний індіанський народ Канади. Більшість представників проживають у провінції Альберта. Орієнтовна популяція сіксікава станом на 2009 рік — 6000 осіб. Назва Siksiká походить від слів sik (чорний) та ika (стопа). Форма назви у множині — Siksikáwa. Сіксікава є найпівнічнішим народом з групи чорноногі. Мова народу сіксікава належить до алгонкінських мов.

## Економіка
Уряд Сіксікава подав заяву на отримання ліцензії про виробництво медичного канабісу у квітні 2016 року. Цей проєкт передбачає отримання 14,2 млн доларів США річного доходу. Компанії Siksika Resource Development Ltd та Siksika Herbz Ltd планують побудувати 25 000 м² об'єкта на схід від Калгарі. Прибуток також буде спрямовано на підтримку соціальних служб. Сіксікава має намір розповсюджувати ліки на національному та міжнародному рівнях.

## Поширення
Плем'я сіксікава поширене на території індіанської резервації Сіксіка 146, розташованої приблизно за 95 км на схід від Калгарі та за 3 км на південь від Трансканадського шосе.

## Історія
Сіксікава були першими з групи чорноногих, хто вступив у контакт з європейцями, що тоді заселяли Північну Америку. Сіксікава були підписантами Сьомого договору. У 1885 році брали участь у Північно-Західному повстанні. Зараз більшість представників сіксікава проживають у власній резервації неподалік Калгарі.

## Відомі представники
- Кроуфут, вождь сіксікава (бл. 1885), підписант Сьомого договору
- Атсіста-Махкан, вождь племені сіксікава
- Джеральд МакМастер, художник та автор
- Армонд Дак Шеф, співак у жанрі кантрі

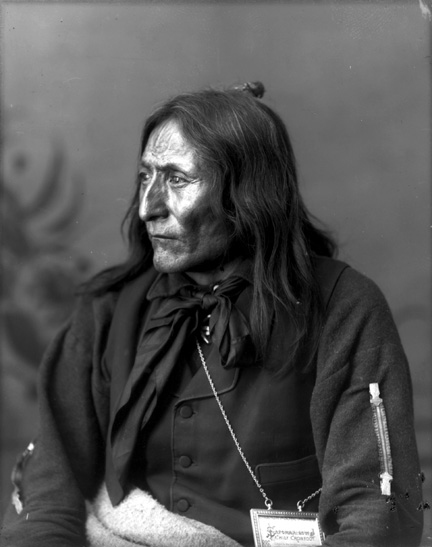
Кроуфут, вождь сіксікава
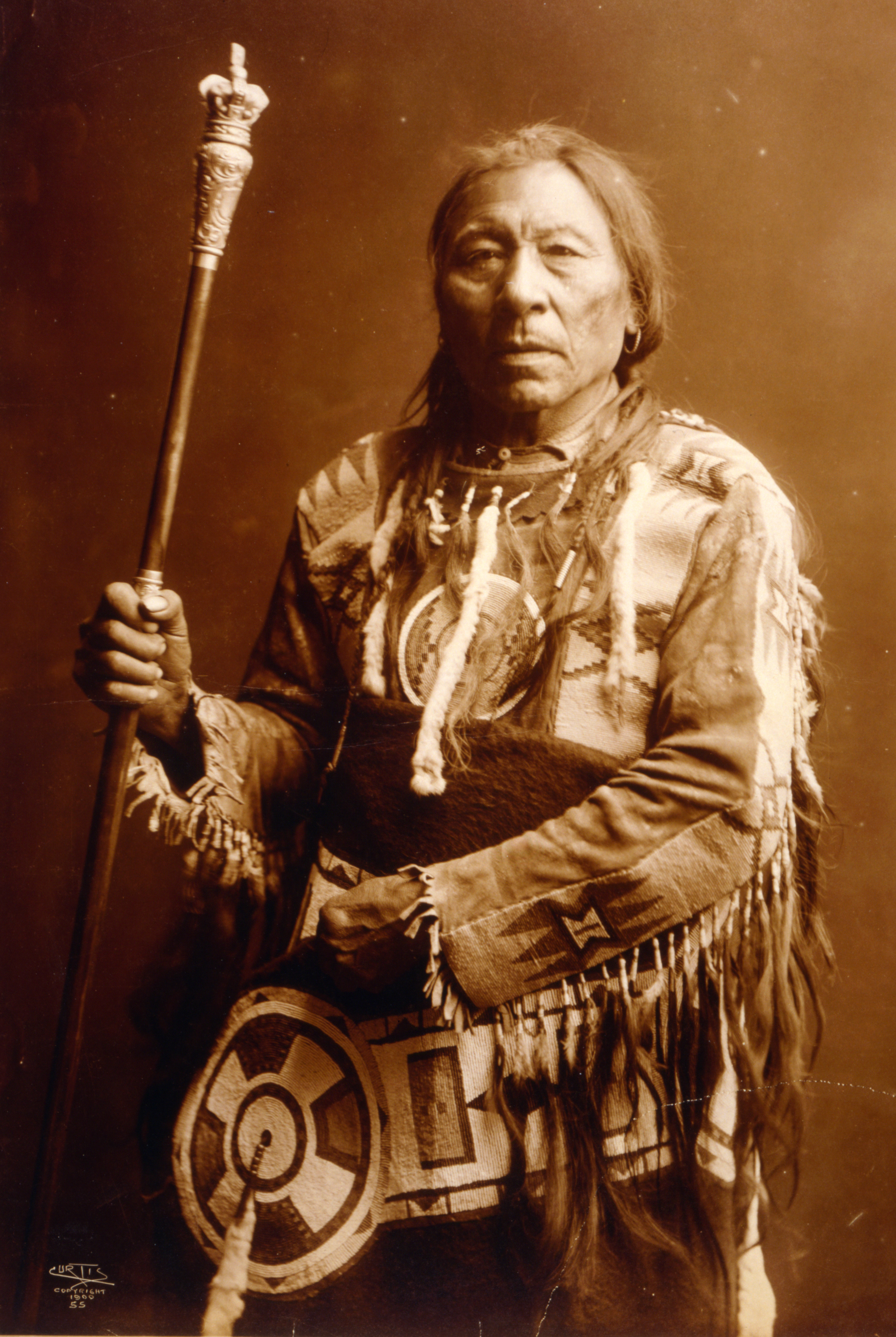
Атсіста-Махкан, вождь сіксікава
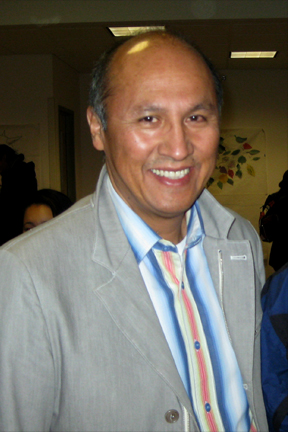
Джеральд МакМастер, художник та автор